# Setchelliogaster tenuipes
Setchelliogaster tenuipes är en svampart som först beskrevs av Setch., och fick sitt nu gällande namn av Zdeněk Pouzar 1958. Setchelliogaster tenuipes ingår i släktet Setchelliogaster, ordningen Agaricales, klassen Agaricomycetes, divisionen basidiesvampar och riket svampar.   Inga underarter finns listade i Catalogue of Life.